# Alex Rafael da Silva Antônio
Alex Rafael da Silva Antônio, auch unter dem Namen Alex Rafael bekannt (* 1. Januar 1988 in São Paulo), ist ein brasilianischer Fußballspieler auf der Position eines Stürmers.

## Karriere
Alex Rafael spielte im Nachwuchs von Corinthians São Paulo, ehe er 2007 zum Stadtrivalen Palmeiras wechselte. 2008 wurde er von Red Bull Brasil verpflichtet. Mit dem Verein schaffte er zwei Aufstiege in Serie bis in die Série A2, der 2. Liga São Paulo. 2010 stand er mit dem Verein im Finale des Staatspokal von São Paulo, musste sich dort aber dem Paulista FC geschlagen geben. Er selbst steuerte im Rückspiel ein Tor bei.
Im Juni 2011 wurde er gemeinsam mit seinem Mannschaftskollegen Jefferson vom österreichischen Stammverein FC Red Bull Salzburg zu einem Probetraining nach Salzburg eingeladen, wo sie unter anderem bei den Testspielen gegen Bayer 04 Leverkusen und Olympique Lyon zum Einsatz kamen. Da er dabei überzeugen konnte, wurde er von den Salzburgern gemeinsam mit Jefferson verpflichtet. Über die gesamte Herbstsaison 2011 konnte er sich aber nicht gegen seine Kontrahenten durchsetzen und wechselte mit Ende des Jahres wieder zurück zu Red Bull Brasil.
2020 unterschrieb er in Thailand einen Vertrag beim Chiangmai FC in Chiangmai. Der Club spielt in der zweiten Liga, der Thai League 2. Nach zwei Zweitligaspielen wechselte er am 1. Juli 2020 zum Ligakonkurrenten Lampang FC nach Lampang. Für Lampang absolvierte er 25 Zweitligaspiele.
Seit dem 1. Juli 2021 ist er vertrags- und vereinslos.

## Erfolge
Red Bull Brasil
- Campeonato Paulista Série B: 2009
- Campeonato Paulista Série A3: 2010
- Staatsmeisterschaft von São Paulo Finalist: 2010

Ulsan Hyundai Mipo Dolphins FC
- Korea National League: 2014

Ubon United
- Regional League Division 2 – North / East Vizemeister: 2015
- Regional League Division 2 – Champions League Sieger ▲: 2015

Sukhothai FC
- FA Cup: 2016